# Diccionario náhuatl-español
El Diccionario náhuatl-español es un diccionario bilingüe español-náhuatl compilado por Marc Thouvenot usando como fuente los diccionarios de Alonso de Molina sobre el nahuatl normalizado y el español modernizado.
Es una obra publicada en formato digital y disponible en línea por edición de la Universidad Nacional Autónoma de México. Publicado el 3 de noviembre de 2014 y puesto en línea el 3 de diciembre del mismo año. Corresponde al número 34 de la serie Cultura Nahuatl.
Es un título realizado en Instituto de Investigaciones Históricas con apoyo de Fideicomiso Felipe Teixidor y Monserrat Alfau de Teixidor. Cuenta con prólogo de Miguel León-Portilla. En diciembre de 2016, el diccionario fue presentado a la Academia de Inscripciones y Lenguas Antiguas del Instituto de Francia como una de las obras seleccionadas del año 2016.